# I Won’t Change You
I Won’t Change You – utwór muzyczny brytyjskiej piosenkarki Sophie Ellis-Bextor z 2003 roku, wydany jako drugi singel z jej płyty Shoot from the Hip.

## Lista ścieżek
- Singel CD 1[1]

1. „I Won’t Change You” – 3:43
2. „I Won’t Change You” (Solaris Vocal Mix) – 7:43
3. „Yes Sir, I Can Boogie” – 3:59

„I Won’t Change You” (teledysk)
- Singel CD 2[2]

1. „I Won’t Change You” – 3:43
2. „Murder on the Dancefloor” (Phunk Investigation Vocal Mix) – 8:35

## Notowania
| Kraj                               | Najwyższa pozycja |
| ---------------------------------- | ----------------- |
| Irlandia (IRMA)                    | 40                |
| Niemcy                             | 80                |
| Rumunia (Romanian Top 100)         | 49                |
| Wielka Brytania (UK Singles Chart) | 9                 |